# 2C-B-BZP
2C-B-BZP – stymulująca substancja psychoaktywna, pochodna piperazyny. Mimo strukturalnego podobieństwa do 2C-B substancja ta nie jest psychodelikiem ani fenyloetyloaminą. Zażycie 100–200 mg 2C-B-BZP powoduje trwające 3 do 6 godzin pobudzenie.

Przeczytaj ostrzeżenie dotyczące informacji medycznych i pokrewnych zamieszczonych w Wikipedii.